# Стасін (Седлецький повіт)
Стасін (пол. Stasin) — село в Польщі, у гміні Папротня Седлецького повіту Мазовецького воєводства.
Населення — 122 особи (2011).
У 1975—1998 роках село належало до Седлецького воєводства.

## Демографія
Демографічна структура станом на 31 березня 2011 року:
|          | Загалом | Допрацездатний вік | Працездатний вік | Постпрацездатний вік |
| -------- | ------- | ------------------ | ---------------- | -------------------- |
| Чоловіки | 58      | 15                 | 40               | 3                    |
| Жінки    | 64      | 17                 | 32               | 15                   |
| Разом    | 122     | 32                 | 72               | 18                   |